# Operacja Entebbe

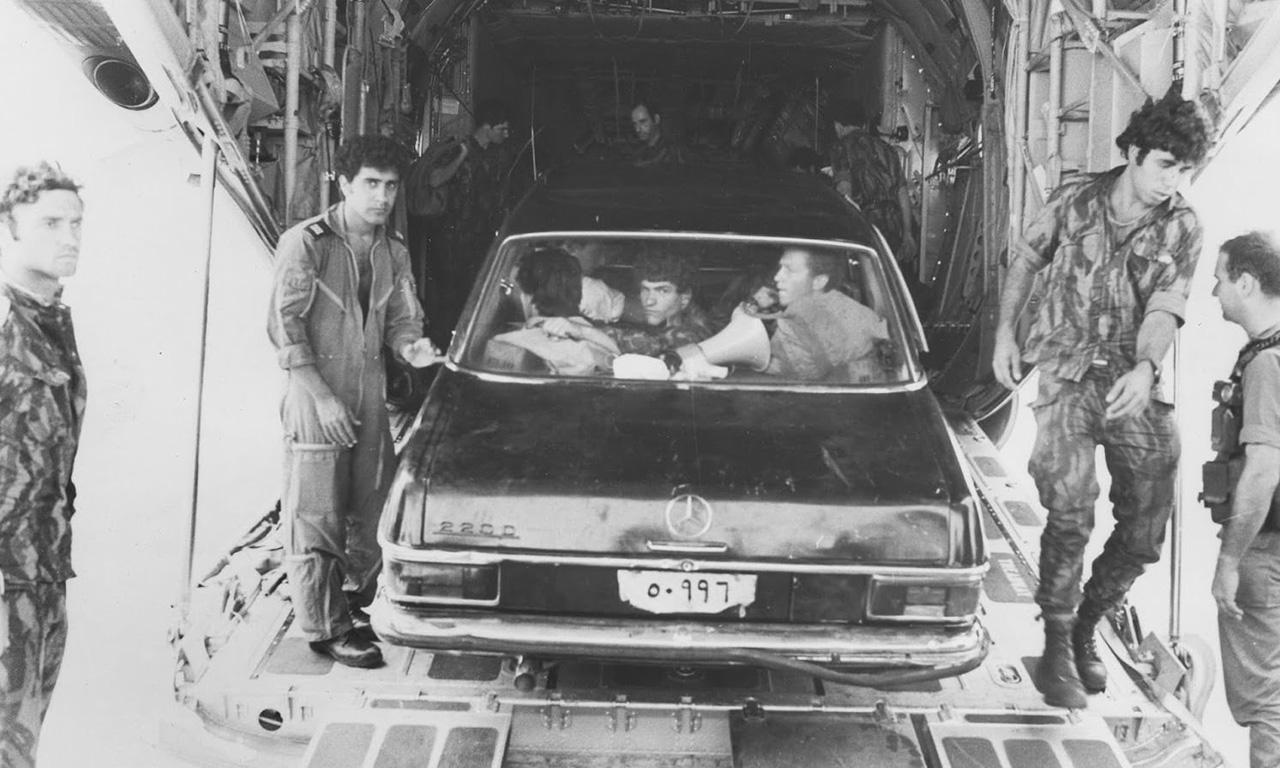
Izraelscy komandosi z Sayeret Matkal po operacji

Operacja Entebbe, kryptonim operacja Piorun, potocznie rajd na Entebbe – operacja odbicia pasażerów porwanego samolotu przeprowadzona w Ugandzie w nocy z 3 na 4 lipca 1976. Misja ta została później nazwana operacją Jonatan (hebr.: מבצע יונתן, Miwca Jonatan), od imienia dowódcy, pułkownika Jonatana Netanjahu (brata Binjamina, późniejszego premiera), który był jedyną śmiertelną ofiarą wśród oddziałów izraelskich.

## Porwanie

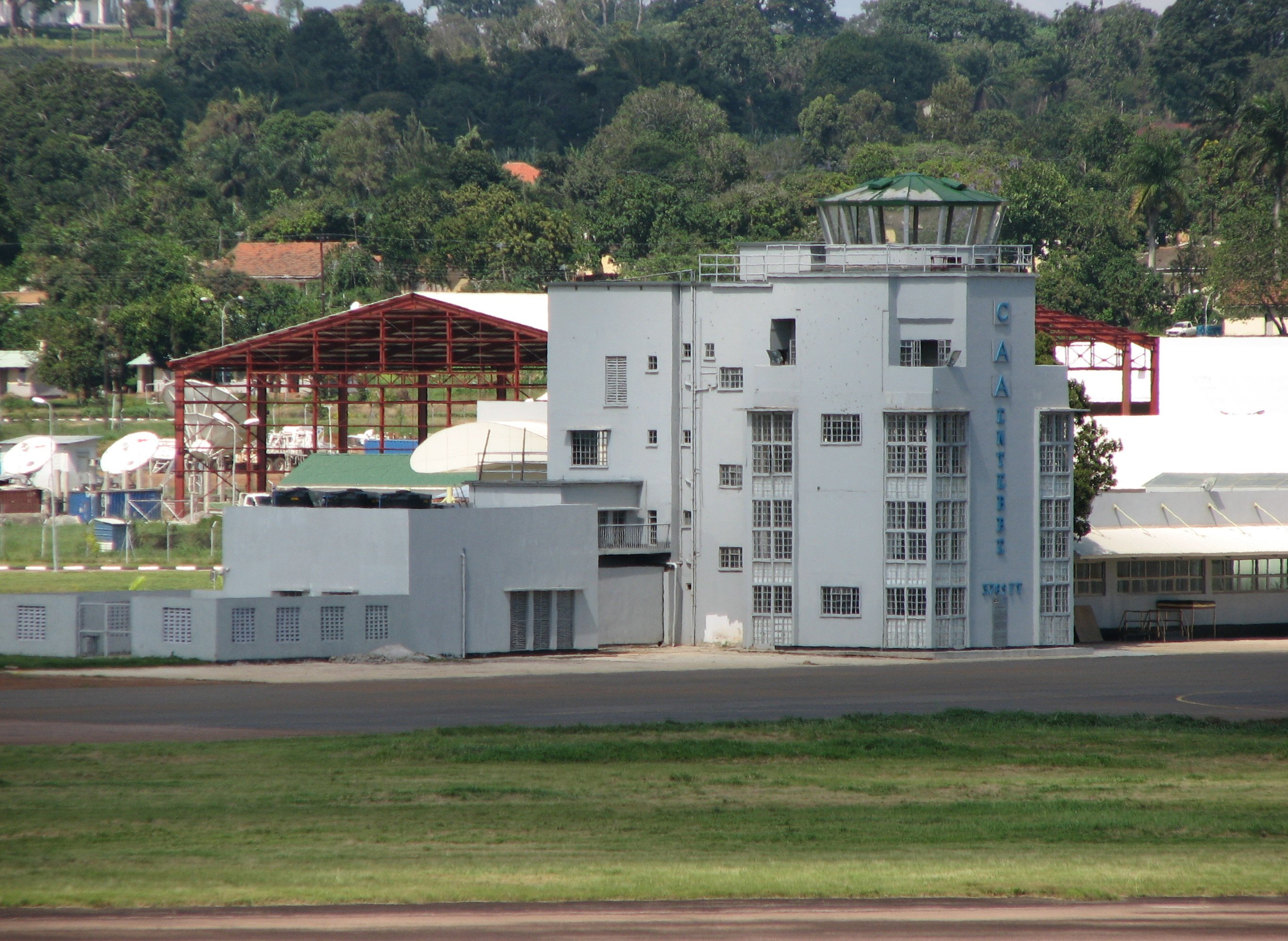
Stary terminal portu lotniczego Entebbe

27 czerwca 1976 wystartował z lotniska w Tel Awiwie francuski samolot pasażerski Airbus A300 (Air France, lot 139). O godzinie 12:20, po międzylądowaniu w Atenach, wystartował do Paryża z 248 pasażerami i 12 członkami załogi na pokładzie. Osiem minut po starcie samolot został uprowadzony i zmuszony do lądowania na libijskim lotnisku w Bengazi, co nastąpiło o 14:58. Nikomu nie pozwolono wysiąść, z wyjątkiem młodej kobiety w ciąży, którą zbadał libijski lekarz i stwierdził, że zachodzi ryzyko poronienia. Kobiecie lecącej na pogrzeb matki do Manchesteru pozwolono wsiąść na pokład samolotu do Anglii. Po długim oczekiwaniu na położonym na pustyni lotnisku w Bengazi, airbus zatankował 42 tony paliwa i wieczorem, o 21:50, wystartował do Entebbe (w Ugandzie). Wylądował tam o 03:15, z zapasem paliwa na zaledwie jeszcze kilka minut, rankiem 28 czerwca.

### Porywacze
Porywaczami było dwóch członków Ludowego Frontu Wyzwolenia Palestyny z oddziału Wadiego Haddada oraz dwoje przywódców niemieckiej organizacji terrorystycznej Komórki Rewolucyjne, Wilfried Böse i Brigitte Kuhlmann. W Entebbe do czterech porywaczy dołączyło jeszcze trzech. Wówczas też okazało się, że ugandyjski dyktator Idi Amin jest współpracownikiem terrorystów.

### Przetrzymywanie zakładników na lotnisku w Entebbe
Pasażerowie (wielu narodowości, głównie żydowskiej) przetrzymywani byli w starym terminalu lotniska w Entebbe. Terroryści żądali uwolnienia 40 palestyńskich bojowników więzionych przez Izrael, oraz 13 innych więźniów przetrzymywanych we Francji, Niemczech, Szwajcarii i Kenii. Zagrożono wysadzeniem samolotu w powietrze wraz z pasażerami, jeśli Izrael nie spełni żądań do 1 lipca do godz. 14:00. W tej sytuacji rząd izraelski, pod przywództwem premiera Icchaka Rabina, wstępnie zgodził się na spełnienie ultimatum. Emerytowany oficer izraelski, Baruch Bar-Lew („Burka”), były szef 470-osobowej misji izraelskiej w Ugandzie i przyjaciel Amina (ten ostatni uzyskał patent spadochroniarza w armii izraelskiej jeszcze w 1966; odznakę tę nosił zawsze z dumą), na prośbę rządu wielokrotnie kontaktował się z nim telefonicznie, namawiając bez sukcesu (choć przekonywał, że Amin może otrzymać nawet Nagrodę Nobla) do zwolnienia zakładników.
Równocześnie, w ścisłej tajemnicy, Izrael przygotowywał akcję ratunkową. Misja ta wydawała się być niemożliwa do realizacji: odległość z Izraela do Ugandy wynosi 4000 km, ponadto władze tego kraju stały po stronie terrorystów. Dowództwo Izraelskich Sił Powietrznych stwierdziło jednak, że przerzucenie koniecznej liczby żołnierzy jest wykonalne.
W odpowiedzi na zgodę Izraela na spełnienie żądań terroryści przedłużyli termin ultimatum do 4 lipca do godz. 14:00. Zdecydowali również, że uwolnią załogę i nieżydowskich pasażerów. Dowódca samolotu Michel Bacos ogłosił, że jako kapitan odpowiada za wszystkich pasażerów i odmówił ich opuszczenia. Cała jego załoga z własnej woli postąpiła tak, jak jej dowódca (po powrocie do Paryża Bacos spotkał się z upomnieniem ze strony kierownictwa Air France i został na pewien czas zawieszony). Francuska pielęgniarka domagała się, aby jej miejsce w samolocie zajął jeden z zakładników, jednak została zmuszona przez ugandyjskich żołnierzy do odlotu. Zwolnieni zakładnicy zostali załadowani do francuskiego samolotu, który przybył specjalnie w tym celu do Entebbe, a następnie odwiezieni do Paryża.
Przetrzymywano wówczas ogółem 105 zakładników – obywateli Izraela, obywateli pochodzenia żydowskiego z innych państw oraz załogę samolotu.

### Działania izraelskich służb specjalnych
Zwolnienie części zakładników uczyniło operację odbicia porwanych łatwiejszą do zrealizowania. Uwolnieni pasażerowie zostali przepytani przez agentów izraelskiego wywiadu. Między nimi był oficer francuski (pochodzenia żydowskiego) z fenomenalną pamięcią, któremu pokazano plany portu lotniczego i który określił, gdzie przetrzymywano zakładników, liczbę terrorystów, ich uzbrojenie, ubiór, zaniepokojenie perspektywą operacji wojskowej, ilu żołnierzy ugandyjskich było w pobliżu i jak się zachowywali. Dostarczyło to wiedzy planistom akcji ratunkowej. Izraelczycy mieli plany i znali lotnisko w Entebbe, które (w okresie dobrej współpracy z Aminem) rozbudowywali na początku lat 70. Modernizowali też armię ugandyjską i szkolili jej oficerów.
Sztab operacyjny pod kierunkiem Moshego „Mukiego” Betsera z Mosadu (wcześniej członka misji w Ugandzie) opracował cztery propozycje opanowania lotniska, między innymi przez komandosów przebranych za palestyńskich bojowników uwolnionych rzekomo dzięki spełnieniu żądań terrorystów, spadochroniarzy lądujących w Jeziorze Wiktorii, komandosów jako żeglarzy jachtowych z Nairobi oraz szturmu dużą grupą uderzeniową.
Wybrano czwarty wariant. W operacji „Piorun” miało uczestniczyć pięć samolotów transportowych C-130 Hercules (jeden był rezerwowy) i dwa samoloty Boeing 707 Sił Powietrznych Izraela. Jeden Boeing został zamieniony w centrum medyczne, drugi miał służyć jako centrum łączności.
Termin wygaśnięcia ultimatum zbliżał się, a rząd izraelski odwlekał wydanie zgody na rozpoczęcie akcji wojskowej. W takiej sytuacji wydano samolotom rozkaz startu w kierunku Ugandy, zastrzegając, że jeśli do określonej godziny nie otrzymają umówionego sygnału, mają zawrócić do Izraela. Dało to rządowi więcej czasu do namysłu. Samoloty wystartowały z bazy Ophira International Airport (dziś port lotniczy Szarm el-Szejk) na południowym krańcu półwyspu Synaj, będącego wówczas pod okupacją Izraela. Baza ta była najdalej na południe wysuniętym miejscem, z którego mógł odbyć się start.

## Operacja Piorun
3 lipca o godz. 13:20 wszystkie herculesy znajdowały się w powietrzu, zmierzając w kierunku Entebbe. Samoloty po przelocie nad Szarm el-Szejk leciały nad Morzem Czerwonym na wysokości nieprzekraczającej 30 m, aby zapobiec wykryciu przez radary sił powietrznych państw arabskich: Egiptu, Sudanu i Arabii Saudyjskiej. Na południe od Dżibuti, przez Somalię i Ogaden, wykorzystując potem także Wielki Rów Wschodni, pod osłoną nocy skierowały się w stronę Entebbe, przelatując w końcu nad Jeziorem Wiktorii, nad brzegiem którego leży to lotnisko. Boeingi wystartowały z Izraela później od herculesów, ze względu na większą prędkość przelotową. Na ziemi w wydarzeniach na lotnisku w Entebbe wzięły udział cztery herculesy. Medyczny Boeing wylądował o godz. 22:25 w Nairobi (stolicy Kenii) i tam oczekiwał na powrót grupy uderzeniowej. Drugi Boeing w trakcie całej akcji krążył nad lotniskiem Entebbe. Na jego pokładzie znajdował się dowódca operacji, generał major Jekutiel „Kuti” Adam. Jego zastępcą był generał Mattan Wilnaj.
Grupa uderzeniowa, pod dowództwem generała brygady Dana Szomrona, liczyła około 100 żołnierzy i składała się z komandosów 35 Brygady Spadochronowej pod dowództwem płk. Mattana Wilnaja oraz Brygady Piechoty Golani, dowodzonej przez płk. Uriego Sagiego. Trzon grupy stanowili komandosi z Jednostki 269 (Sajjeret Matkal) pod dowództwem mjr. Sza’ula Mofaza.
3 lipca o godz. 23:01 pierwszy hercules z otwartą wcześniej rampą ładowni wylądował w Entebbe. Z samolotu wyjechał oddział uderzeniowy, który przypuścił atak na stary terminal (miejsce przetrzymywania zakładników). W celu dezorientacji żołnierzy ugandyjskich Izraelczycy zastosowali fortel. Pierwszy z ładowni wyjechał czarny mercedes, taki sam, jakiego używał Amin. Wprowadziło to Ugandyjczyków w konsternację, dzięki czemu Izraelczycy zyskali efekt zaskoczenia. Rajd trwał trzy minuty, licząc od chwili lądowania samolotu. O godzinie 23:08 cztery herculesy znajdowały się już na ziemi. Kolejne oddziały izraelskich komandosów stoczyły bitwę z żołnierzami ugandyjskimi i zajęły kluczowe pozycje na terenie lotniska.
W ataku zginęło dwóch zakładników (w tym jeden zastrzelony omyłkowo przez komandosów, którzy wzięli go za porywacza, gdy wstał po komendzie „Padnij!”), a 7 zostało rannych. Śmierć poniósł dowódca izraelskich komandosów Jonatan Netanjahu, a inny żołnierz został ciężko ranny i sparaliżowany. Zabito sześciu terrorystów, w tym Niemców. Podczas walk zginęło też 45 żołnierzy ugandyjskich.
Uratowani zakładnicy zostali wprowadzeni do jednego z herculesów. Trwało to siedem minut. Samolot z pasażerami wystartował o godz. 23:52. Następnie komandosi ogniem karabinów maszynowych zniszczyli 11 ugandyjskich myśliwców MiG-17 stojących na lotnisku oraz lotniskowy radar. Miało to uniemożliwić ewentualny pościg. Ostatni hercules wystartował o godz. 0:40. Następnym punktem planu było lądowanie w Nairobi.
4 lipca o godzinie 0:43 pierwszy hercules i drugi boeing (koordynujący akcję) były już w Nairobi. Ranni pasażerowie i żołnierze zostali przeniesieni do oczekującego medycznego boeinga. Dwoje ciężko rannych zakładników wymagało jednak hospitalizacji i zostali zabrani do szpitala w Nairobi. Jeden z nich później zmarł – była to trzecia ofiara wśród zakładników. Na lotnisku w Nairobi zatankowano samoloty, aby mogły dolecieć do Izraela. Rząd izraelski nie udzielał władzom Kenii żadnych informacji o planach. Samoloty izraelskie zostały potraktowane jak zwykłe loty komercyjne. Kenijczycy na lotnisku nie zadawali pytań, a Izraelczycy nie udzielali żadnych informacji.
Po krótkim pobycie w Nairobi samoloty wyruszyły w drogę powrotną do Izraela. Hercules z uwolnionymi zakładnikami wystartował o godzinie 2:04. Rankiem 4 lipca wylądował on na lotnisku Ben Guriona w Tel Awiwie, gdzie na uwolnionych czekały rodziny i bliscy.
Jeszcze jedną śmiertelną ofiarą była 75-letnia Dora Bloch, która ze względu na stan zdrowia została wcześniej przewieziona do szpitala w Kampali. W 1987 r. Henry Kyemba, minister zdrowia Ugandy w czasie tych wypadków, ujawnił, że Dora Bloch została po ataku wyciągnięta ze szpitala i zamordowana na rozkaz Amina przez jego dwóch oficerów. Po operacji dyktator zagroził, że w ramach odwetu wyśle do Izraela „pierwszą samobójczą dywizję pancerną”. Groźby nie zrealizował.

## Operacja Entebbe w literaturze i filmie
- Absolwenci – powieść Ericha Segala z 1985, tytuł oryginału The Class
- Victory at Entebbe(inne języki) – film telewizyjny Marvina J. Chomsky’ego(inne języki) z 1976, aktorzy: Helmut Berger, Linda Blair, Kirk Douglas, Richard Dreyfuss, Anthony Hopkins, Burt Lancaster, Elizabeth Taylor, Helen Hayes
- Atak na Entebbe – film Irvina Kershnera z 1977, tytuł oryginału Raid on Entebbe, aktorzy: Peter Finch, Charles Bronson, Yaphet Kotto
- Operacja Piorun – film Menahema Golana z 1977, tytuł angielski Operation Thunderbolt, aktorzy: Sybil Danning, Klaus Kinski
- Ostatni król Szkocji – powieść Gilesa Fodena z 1998, tytuł oryginału The Last King of Scotland
- Ostatni król Szkocji – film Kevina Macdonalda z 2006, tytuł oryginału The Last King of Scotland
- Follow Me. The Yoni Netanyahu Story – film biograficzny z 2012 o Jonatanie Netanjahu
- Entebbe(inne języki) – film José Padilhi z 2018